# 刺果树
刺果树（学名：Chaetocarpus castanicarpus）为大戟科刺果树属下的一个种。